# العلاقات الكاميرونية الزيمبابوية
العلاقات الكاميرونية الزيمبابوية هي العلاقات الثنائية التي تجمع بين الكاميرون وزيمبابوي.

## مقارنة بين البلدين
هذه مقارنة عامة ومرجعية للدولتين:
| وجه المقارنة                                              | الكاميرون                      | زيمبابوي |
| --------------------------------------------------------- | ------------------------------ | --- |
| المساحة (كم2)                                             | 475.44 ألف                     | 390.76 ألف |
| عدد السكان (نسمة)                                         | 24.05 مليون                    | 16.53 مليون |
| الكثافة السكانية (ن./كم²)                                 | 50.58                          | 42.3 |
| العاصمة                                                   | ياوندي                         | هراري |
| اللغة الرسمية                                             | لغة فرنسية، لغة إنجليزية       | لغة إنجليزية، اللغة الشونا، النديبيلية الشمالية ‏، لغة الشيشيوا، Barwe ‏، Kalanga language ‏، Tshwa language ‏، النداو ‏، اللغة التسونجا، لغة الإشارة الزيمبابوية ‏، اللغة السوتية، تونغا ‏، اللغة التسوانية، اللغة الفيندية، اللغة الكوسية |
| العملة                                                    | فرنك وسط أفريقي                | دولار أمريكي |
| الناتج المحلي الإجمالي (بليون دولار)                      | 34.80 مليار                    | 17.85 مليار |
| الناتج المحلي الإجمالي (تعادل القوة الشرائية) بليون دولار | 72.72 مليار                    | 27.88 مليار |
| الناتج المحلي الإجمالي الاسمي للفرد دولار أمريكي          | 1.22 ألف                       | 924 |
| الناتج المحلي الإجمالي للفرد دولار أمريكي                 | 2.97 ألف                       | 1.79 ألف |
| مؤشر التنمية البشرية                                      | 0.512                          | 0.509 |
| رمز المكالمات الدولي                                      | +237                           | +263 |
| رمز الإنترنت                                              | .cm                            | .zw |
| المنطقة الزمنية                                           | توقيت غرب أفريقيا، ت ع م+01:00 | ت ع م+02:00 |

## منظمات دولية مشتركة
يشترك البلدان في عضوية مجموعة من المنظمات الدولية، منها:
| علم المنظمة | اسم المنظمة                                                | تاريخ انضمام الكاميرون | تاريخ انضمام زيمبابوي |
| ----------- | ---------------------------------------------------------- | ---------------------- | --------------------- |
|             | مؤسسة التنمية الدولية                                      | 10 أبريل 1964          | 29 سبتمبر 1980        |
|             | الأمم المتحدة                                              | 20 سبتمبر 1960         | 25 أغسطس 1980         |
|             | منظمة التجارة العالمية                                     | ?                      | ?                     |
|             | البنك الإفريقي للتنمية                                     | ?                      | ?                     |
|             | وكالة ضمان الاستثمار متعدد الأطراف                         | 7 أكتوبر 1988          | 10 أبريل 1992         |
|             | مجموعة دول أفريقيا والكاريبي والمحيط الهادئ                | ?                      | ?                     |
|             | الاتحاد الأفريقي                                           | ?                      | ?                     |
|             | العملية المشتركة للاتحاد الأفريقي والأمم المتحدة في دارفور | ?                      | ?                     |
|             | منظمة الشرطة الجنائية الدولية                              | ?                      | ?                     |
|             | المركز الدولي لتسوية المنازعات الاستشارية                  | 2 فبراير 1967          | 19 يونيو 1994         |
|             | الاتحاد الدولي للاتصالات                                   | 22 ديسمبر 1960         | 10 فبراير 1981        |
|             | الفريق المعني برصد الأرض                                   | ?                      | ?                     |
|             | البنك الدولي للإنشاء والتعمير                              | 10 يوليو 1963          | 29 سبتمبر 1980        |
|             | الاتحاد البريدي العالمي                                    | ?                      | ?                     |
|             | منظمة حظر الأسلحة الكيميائية                               | ?                      | ?                     |
|             | مؤسسة التمويل الدولية                                      | 1 أكتوبر 1974          | 29 سبتمبر 1980        |
|             | يونسكو                                                     | 11 نوفمبر 1960         | 22 سبتمبر 1980        |

## وصلات خارجية
- موقع وزارة الخارجية الكاميرونية
- موقع وزارة الخارجية الزيمبابوية